# Rienzi (Mississippi)
Pour les articles homonymes, voir Rienzi_(homonymie).
Rienzi est un village du comté d'Alcorn, dans le Mississippi, aux États-Unis. Sa population était de 330 habitants en 2000.

## Histoire
Rienzi doit son nom au tribun romain Nicola Gabrina Rienzi. À l'origine, en 1830, le village était situé à moins de deux kilomètres à l'ouest, près de la Nesly Williams Plantation.